# ティラナ
ティラナ（アルバニア語: Tirana（定形）/ Tiranë（不定形）、ティラナ方言：Tirona（定形）/ Tironë（不定形））は、アルバニア共和国の首都。ティラナ州の州都、ティラナ県の県都で、同国最大の都市。

## 地理
ティラナはイーシュム川に面しており、アドリア海からは32km内陸に入った場所に位置する。ティラの平均海抜は110mで自治体内の最高地点はマリ・メ・グロパ（Mali me Gropa）の1,828mである。市街周辺はほとんどが丘陵地で東側にはダイト山 (en) があり、北西部には僅かに谷が開けアドリア海を望む。ティラナ川 (en) が町中を流れ、ラナ川 (en) は小規模な川である。

## 歴史

### 古代

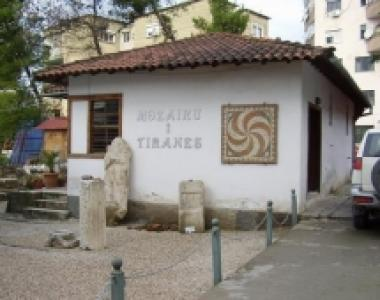
ティラナモザイク

ティラナ周辺部では先史時代から人が住んでおり、1万年から3万年前に遡るティラナに近いダイト山の採石場とペルームバ洞窟で発見された道具が示している。様々な考古学者によりティラナとその周辺部はイリュリア人に由来する地名で満たされているため、アルバニアの中でも初期に住み始めた地域ではと言う議論がある。
もっとも古い時代のティラナでの発見は、市街地で見つかった3世紀頃に遡る後にモザイクの床のアイルレス教会 (en) に変わったローマ人の住居で、他にもいくつかあり東郊のシェンジン泉で中世の寺院などが発見されている。ムラト・トプタニ通り（Murat Toptani）沿いではティルカンかセランダと呼ばれていた可能性のあるユスティニアヌス1世が建てた城がアフメド・パシャ・トプタニにより18世紀に保存された。 ティラナ周辺はイリュリア人や古典古代の時代には特別な重要性は持たなかった。1510年にアルバニアのカトリック聖職者で学者のマルリン・バルレティ (en) はアルバニアの英雄スカンデルベグの伝記Historia de vita et gestis Scanderbegi Epirotarum principisでティラナ周辺は小さな村であったことを言及している。

### オスマン支配から第一次世界大戦

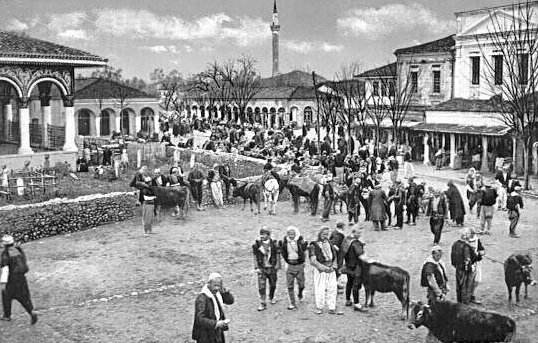
20世紀に変わった頃のティラナのバザール

オスマン帝国支配下の1431-1432年の最初の不動産登記に関する記録には、ティラナは60の区域に約2,028世帯7,300人が居住していたことが記されている。1614年、地元の支配者であるスレイマン・パシャによりオスマンの町として設立されモスクやバザール、ハンマームが設けられた。ティラナの町はキャラバンサライ（隊商宿）が位置する交易路沿いとして急速に発展し19世紀初期まで重要な場であった。この期間、ペトレラ (en) のモラ・ベイ（Molla Bey）によりエトヘム・ベイモスク (en) が着工され、建築には国内の選りすぐりの職人が雇われ1821年にモラ・ベイの息子でありスレイマン・バルジニの孫である人物により完成した。1800年に最初の新来者であるアルーマニア人がコルチャやポグラデツ周辺の村からやって来て、今日のティラナダム湖公園 (en) 周辺に住み着いた。 彼らはllacifacとして知られるように始まり、最初のキリスト教徒としてやって来た後町を作っている。デバル地域でのセルビア人からの報復後には数千もの人々がティラナに流れている。1807年にティラナはクルヤ・ティラナ支庁の中心となる。その後、ティラナはクルヤのトプタニ家の支配下に入り勢いが無くなる。シュコダル州とドゥラス・サンジャクが作られ、1889年にはアルバニア語による授業がティラナの学校で始められ、1908年にバシュキミ愛国クラブが設立された。1912年11月28日にアルバニアの国民運動のリーダーイスマイル・チェマリ (en) が国旗を掲げている。バルカン戦争時にティラナの町は一時的にセルビアの軍隊に占領され、村々ではハジ・チャミリ（Haxhi Qamili）が率いる反乱が起きている。1917年に初めてオーストリア＝ハンガリー帝国の建築家たちにより都市の輪郭がまとめられた。

### 首都として
1920年2月8日、ルシュニャ国会においてティラナは1912年に独立を獲得したアルバニアの暫定首都と宣言され、1925年12月31日にティラナは恒久的な首都の地位を獲得した。1923年には最初の都市計画がオーストリアの建築家たちによりまとめられている。
ティラナ中心部はベニート・ムッソリーニ時代の建築家であったフロレスタン・デ・ファウスト（Florestano de Fausto）とアルマンド・ブラシニ（Armando Brasini）により計画された。ブラシニは中心部の政府庁舎を現代的なものに基軸を置いた。計画はアルバニア人建築家エシュレフ・フラシェリ（Eshref Frashëri）、イタリア人建築家カステラーニ（Castellani）、オーストリア人建築家ヴァイスとコーラーにより改訂された。ティラナの直交し並行した道路網の北側の部分が開通している。政治的な分野ではユーゴスラビア王国やゾグー1世の軍によって断続的な攻撃さらされた。1924年にはファン・ノリに率いられた反ゾグー蜂起が、ティラナ中心で起こる。その後、1925年にアフメド・ゾグの反乱が成功してアルバニア共和国となり、1928年にアフメド・ゾグが「ゾグー1世」として王位に就きアルバニア王国が成立した。

### 君主制から第二次世界大戦後まで
1930年代から1940年代にかけては1920年代に立てられた都市計画が完成し、占領する軍隊と地元民との間に衝突が起こり共産主義勢力が現れている。1930年に今日のダシュモラト・エ・コンビット大通り（Dëshmorët e Kombit）の北側の部分が完成し、ゾグ1世大通りと名付けられた。一方、政府庁舎群や大通りの軸、王宮、行政庁舎、アルバニア国立銀行などはまだ建設中であった。後に都市計画はイタリアの著名な建築家ヴィットリオ・バッリオ・モルプルゴ（Vittorio Ballio Morpurgo）により行われた。ファシスト体制のイタリアとアルバニアとの間でティラナで条約が結ばれ、1939年にファシストの軍によりティラナは接収され傀儡政権が樹立した。その間、イタリアの建築家ゲラルド・ボジオ（Gherardo Bosio）は以前の計画をさらに練り上げ、新たに現在のマザー・テレサ広場になっている部分に新しい計画を導入することを頼んでいる。1940年代初期、メインの大通りの南側の部分や周辺の建物が完成しファシストにより名付けられた。ヴィットーリオ・エマヌエーレ3世のティラナ訪問中に企てられた地元の抵抗活動家による暗殺計画は失敗に終わっている。
1941年11月エンヴェル・ホッジャによりアルバニア労働党が設立された。ティラナは直ぐにアルバニアの共産主義の中心的な町となり地元市民を動員しイタリアのファシストや後のナチのドイツに抵抗し、その間にイデオロギー的なプロパガンダが広まった。1944年11月17日に町はアルバニアの共産主義勢力とナチスとの戦いの後に解放された。ナチスは最終的に共産主義勢力に戦いで敗北した。1944年から1991年にかけティラナでは建築様式としては大分衰えたいくぶん整然とした開発が行われた。大規模な社会主義様式の高層住宅群や工場の建設が始まり、スカンデルベグ広場は整備し直され多くの建物が取り壊された。ティラナのオールドバザールや正教会の大聖堂などは徹底的に破壊されソビエト様式の文化宮殿 (en) が建てられている。イタリア人が建てた行政庁舎は爆破され、その代わりにアルバニア国立歴史博物館が建てられ、アルバニア君主国時代のアルバニア議会が入っていた建物は子供の劇場に変えられた。加えて大通りの北側部分はヨシフ・スターリン通りと名前が付け替えられ、レーニンの像が都市の広場には直立した。自家用車の所有が禁止され公共交通機関は鉄道、自転車やトラック、バスが主要な手段と考えられた。アルバニアは鎖国主義を宣言しそれを優先した後にニキータ・フルシチョフや周恩来など著名な共産主義諸国の人物が訪れている。1985年にティラナではエンヴェル・ホッジャ死去に伴い葬儀が行われた。ホッジャの霊廟としてピラミッドの形をしたエンヴェル・ホッジャ博物館も建設された。その数年後、アルバニアが無神論を宣言してから最初の宗教的な人物としてマザー・テレサが訪問している。テレサは地方の墓地で眠る両親のもとを訪れた。この頃になるとティラナ大学の学生による政治的な自由化に対する運動が高まった。

### 変化
1990年代後半までは共産主義の力は徐々に衰え崩壊し体制が移行する期間は都市部での開発やインフラ投資に関してはしばしば否定的に捉えられる。キオスクやアパートメントなどの建物が公有地や公共空間に不法な状態で様々な形状で建ち始めていた。ティラナの都市部周辺の非公式な地区にはアルバニア中の移住者を集めていた。この間、ティラナは計画経済から市場経済への移行期であった。自家用車の所有制度が再び実施されビジネスも新たに設立された。しかしながら、都市は照明、道路事情が貧弱なことが問題で泥や陥没、粉塵なども同様に問題でティラナの道路の特徴となっていた。しかしながら、全ての建物や住宅は民間所有となり中古のバスが導入され、近代的な水道や電話、電気などのインフラが現代のティラナを背景とし1992-1996年に整備された。エンヴェル・ホッジャの博物館は1991年には取り除かれ、迫害された活動家Pjeter Arbnoriの名誉で名前が替えられている。
政治的な局面ではティラナでは多くの重要なことが起こっている。ジェイムズ・ベイカーやヨハネ・パウロ2世など西側の政治家や宗教家が訪れている。ヨハネ・パウロ2世の訪問は最初の宗教的トップの訪問でマザーテレサに続く宗教的指導者の来訪であった。ヨハネ・パウロ2世はスカンデルベグ広場で「自由がやってくる！」（"Freedom works!"）と言う言葉を残している。1990年代後半、バルカン半島各地では戦争や社会的な混乱を各地で経験したが、ティラナでもそれまで市場経済の経験が乏しいことから発生した経済破綻により1997年アルバニア暴動が発生したり、1998年9月14日にはクーデターが失敗するなど大きな社会的混乱が起こっている。

### 再生
2000年に入ると前ティラナ市長であったエディ・ラマにより徹底的なキャンペーンが行われ都市中心部周辺や1990年以前からあるラナ川岸の不法な建築物の取り壊しが行われた。さらにラマがイニシアチブをとり、ティラナにある建物の前面を明るい色の塗装にしたが、その間にも内装は劣化を続けた。
公共交通は民営化され、新しい中古のバスが導入された。自治体の行政サービスは拡大され多くのイベントが導入され、新しい自治体警察が発足している。未だにインフラの整備が不十分であるが、多くの道路では再整備が進められ、公共用地や共用箇所も通常に戻されつつある。スポーツ用地や歴史的な建物の整備も進められているが、古い伝統的な住居のアパートメント化や緑地帯への高層建築物の建設などへの批判もある。ラマは建築認可に関しての問題で汚職で告発されたが証拠不十分で不起訴になっている。最近ではティラナ中心部では通常の道路工事などによる交通渋滞が問題になっている。2007年にアメリカ大統領、ジョージ・W・ブッシュがアルバニアを訪問しティラナ周辺を訪れている。ブッシュへの敬意からティラナでは彼の名を冠した通りがある。2008年には郊外の元軍の弾薬庫で爆発事件 (en) が起こり市民は動揺した。これは偶発的な事故か故意なのかいろいろ可能性が言われている。2011年には反政府デモが発生し政府ビル前の車が放火された。このデモで3人が死亡し150人がケガをした。

### 将来
多くの計画が達成されて来たが、ティラナの将来性に関してはビジョンが欠けていると言う指摘もある。環状道路の南西部の整備や中央バスターミナル、トラム網の整備など計画されているが、公共空間の不足、違法建築物の合法化プロセス、慢性的な駐車場の不足や道路渋滞、排気ガスによるスモッグなど解決すべき課題が多くある。

## 気候
ケッペンの気候区分によると、ティラナの気候は温暖湿潤気候（Cfa）に属する。
北緯41度に位置するにもかかわらず、冬季の気温が高く、低緯度である北緯32度に位置する熊本市よりも、冬季の日平均気温と平均最低気温が高い。
| ティラナの気候                                                                                             | ティラナの気候 | ティラナの気候 | ティラナの気候 | ティラナの気候 | ティラナの気候 | ティラナの気候 | ティラナの気候 | ティラナの気候 | ティラナの気候 | ティラナの気候 | ティラナの気候 | ティラナの気候 | ティラナの気候 |
| 月 | 1月            | 2月            | 3月            | 4月            | 5月            | 6月            | 7月            | 8月            | 9月            | 10月           | 11月           | 12月           | 年             |
| --- | -------------- | -------------- | -------------- | -------------- | -------------- | -------------- | -------------- | -------------- | -------------- | -------------- | -------------- | -------------- | -------------- |
| 最高気温記録 °C （°F）                                                                                     | 21.3 (70.3)    | 28.0 (82.4)    | 30.3 (86.5)    | 32.6 (90.7)    | 35.9 (96.6)    | 39.7 (103.5)   | 42.2 (108)     | 41.4 (106.5)   | 39.7 (103.5)   | 36.1 (97)      | 31.3 (88.3)    | 22.5 (72.5)    | 42.2 (108)     |
| 平均最高気温 °C （°F）                                                                                     | 11.6 (52.9)    | 12.9 (55.2)    | 15.6 (60.1)    | 19.0 (66.2)    | 23.8 (74.8)    | 27.7 (81.9)    | 30.7 (87.3)    | 30.7 (87.3)    | 27.3 (81.1)    | 21.8 (71.2)    | 17.1 (62.8)    | 13.0 (55.4)    | 21.0 (69.8)    |
| 日平均気温 °C （°F）                                                                                       | 6.7 (44.1)     | 7.8 (46)       | 10.0 (50)      | 13.4 (56.1)    | 18.0 (64.4)    | 21.6 (70.9)    | 24.0 (75.2)    | 23.8 (74.8)    | 20.7 (69.3)    | 16.0 (60.8)    | 11.7 (53.1)    | 8.1 (46.6)     | 15.2 (59.4)    |
| 平均最低気温 °C （°F）                                                                                     | 1.8 (35.2)     | 2.6 (36.7)     | 4.5 (40.1)     | 7.9 (46.2)     | 12.1 (53.8)    | 15.6 (60.1)    | 17.2 (63)      | 16.9 (62.4)    | 14.1 (57.4)    | 10.1 (50.2)    | 6.3 (43.3)     | 3.2 (37.8)     | 9.4 (48.9)     |
| 最低気温記録 °C （°F）                                                                                     | −10.4 (13.3)   | −9.4 (15.1)    | −7.0 (19.4)    | −1.0 (30.2)    | 2.5 (36.5)     | 5.6 (42.1)     | 4.2 (39.6)     | 10.0 (50)      | 3.8 (38.8)     | −1.3 (29.7)    | −4.3 (24.3)    | −6.9 (19.6)    | −10.4 (13.3)   |
| 降水量 mm （inch）                                                                                         | 143 (5.63)     | 132 (5.2)      | 115 (4.53)     | 104 (4.09)     | 103 (4.06)     | 68 (2.68)      | 42 (1.65)      | 46 (1.81)      | 78 (3.07)      | 114 (4.49)     | 172 (6.77)     | 148 (5.83)     | 1,266 (49.84)  |
| 平均降水日数 （≥0.1 mm）                                                                                   | 13             | 13             | 14             | 13             | 12             | 7              | 5              | 4              | 6              | 9              | 16             | 16             | 128            |
| % 湿度 | 74             | 73             | 69             | 72             | 68             | 69             | 62             | 64             | 71             | 70             | 76             | 79             | 71             |
| 平均月間日照時間                                                                                           | 124            | 125            | 165            | 191            | 263            | 298            | 354            | 327            | 264            | 218            | 127            | 88             | 2,544          |
| 出典：DWD, Meteo Climat (record highs and lows), NOAA (some records, rain and snow days) and Weather Atlas |                |                |                |                |                |                |                |                |                |                |                |                |                |

## 統計
2011年の国勢調査の予備データによれば、ティラナ市域の人口は421,286人である。ティラナ州はティラナの都市圏として見ることが出来、人口は2010年現在800,347人でこれには周辺部のカムズ（67,301人）、カシャル（45,742人）、パスクチャン（37,313人）、ファルカ（22,713人）などの自治体が含まれている。ティラナの都市的地域には600,000人近い人口が居住している。
1703年のティラナには4,000人が住んでいたが1820年に12,000人まで増えた。最初の国勢調査はティラナがアルバニアの首都となってから数年後に実施されたが、その頃の人口は10,845人であった。1950年代、ティラナは急速な経済成長と人口増加を経験し137,000人まで増加した。その後アルバニア労働党による共産主義が1991年に終わりを迎え、ティラナではより良い経済的な機会を求めて多くの人が地方から首都ティラナへやって来て急速な人口増加が起こった。1990年にはティラナの人口は250,000人であるが広範囲で見れば500,000人が流入している。

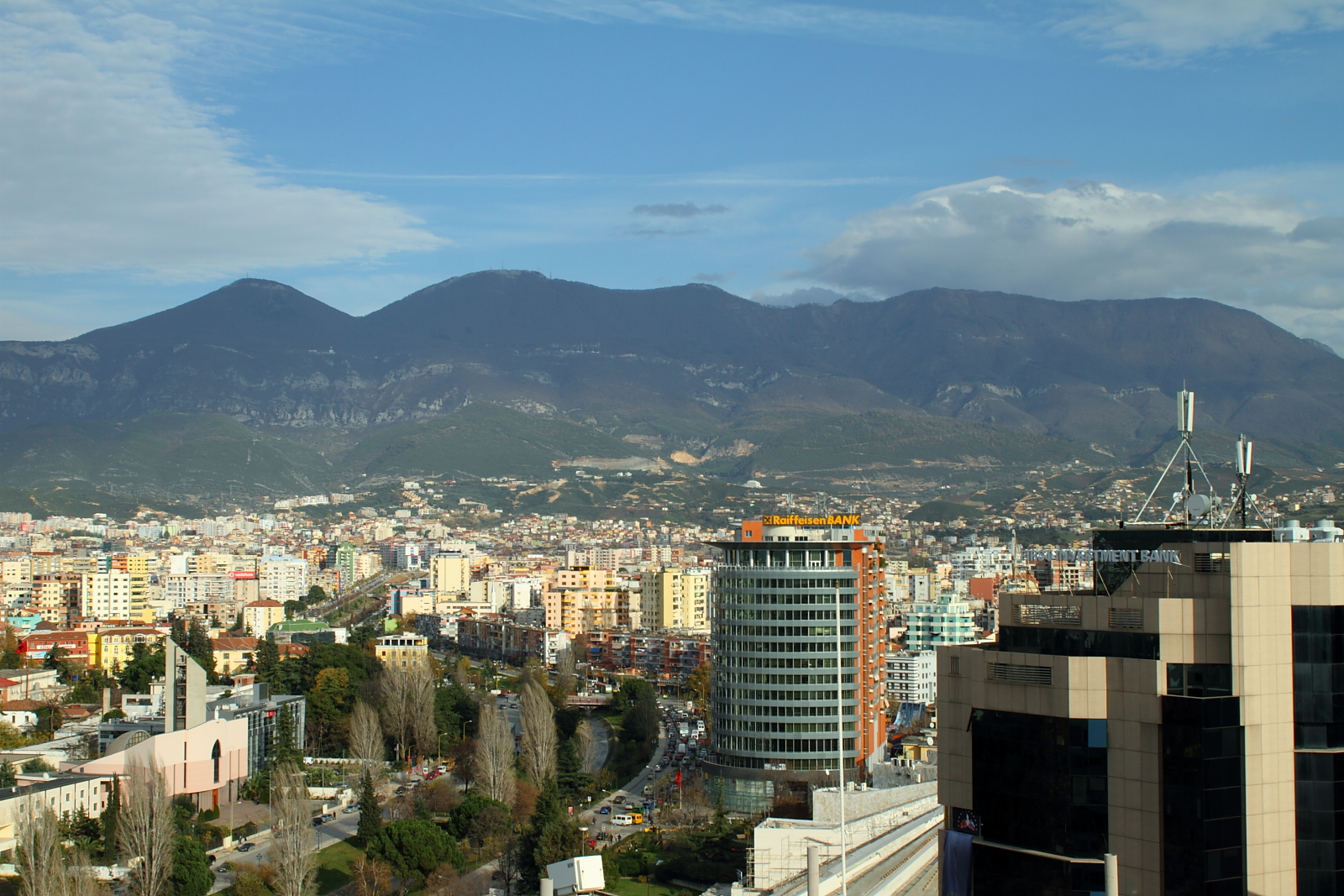
ダイト山を望むティラナ市街
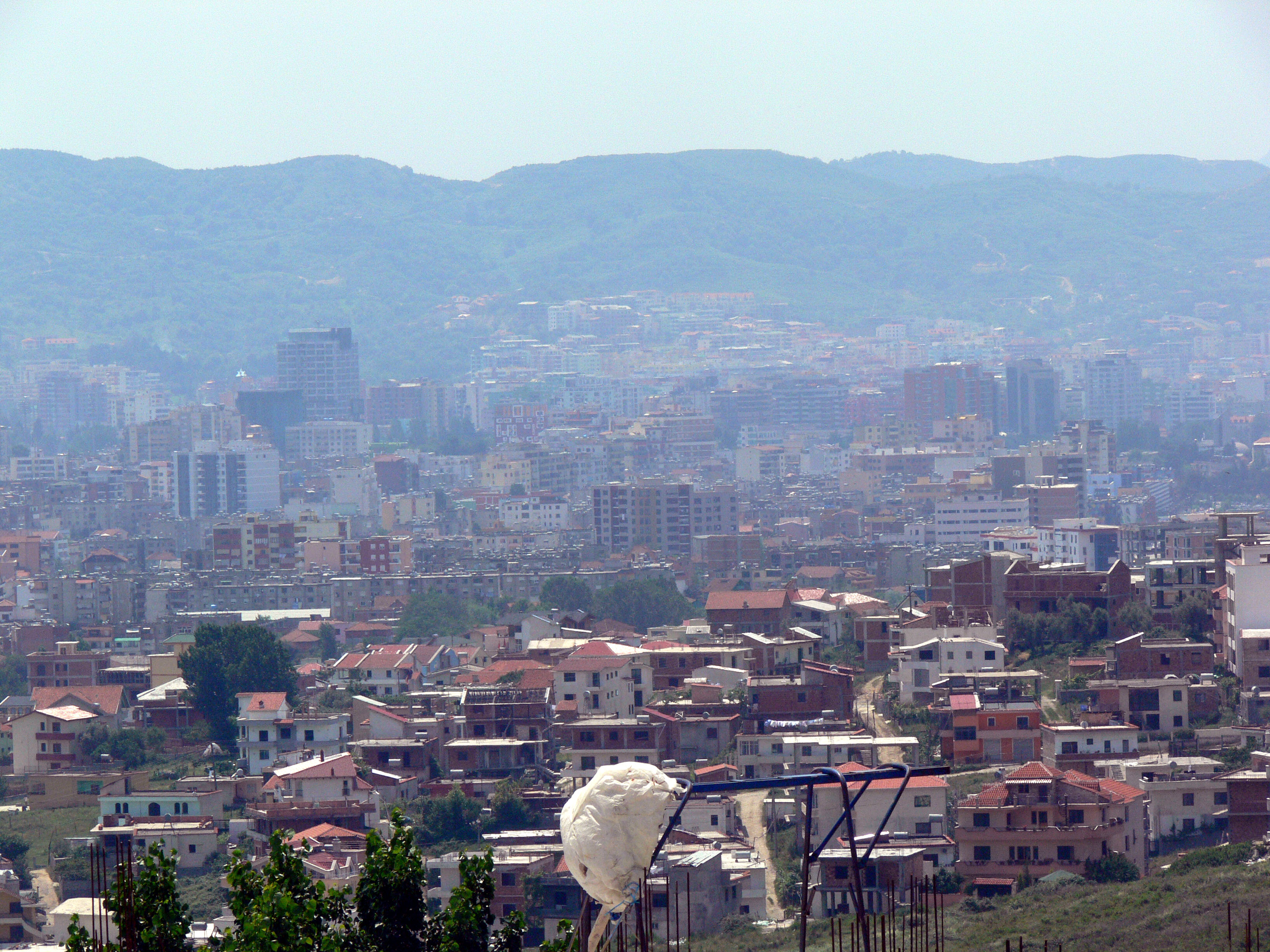
ティラナ周辺部の丘陵地
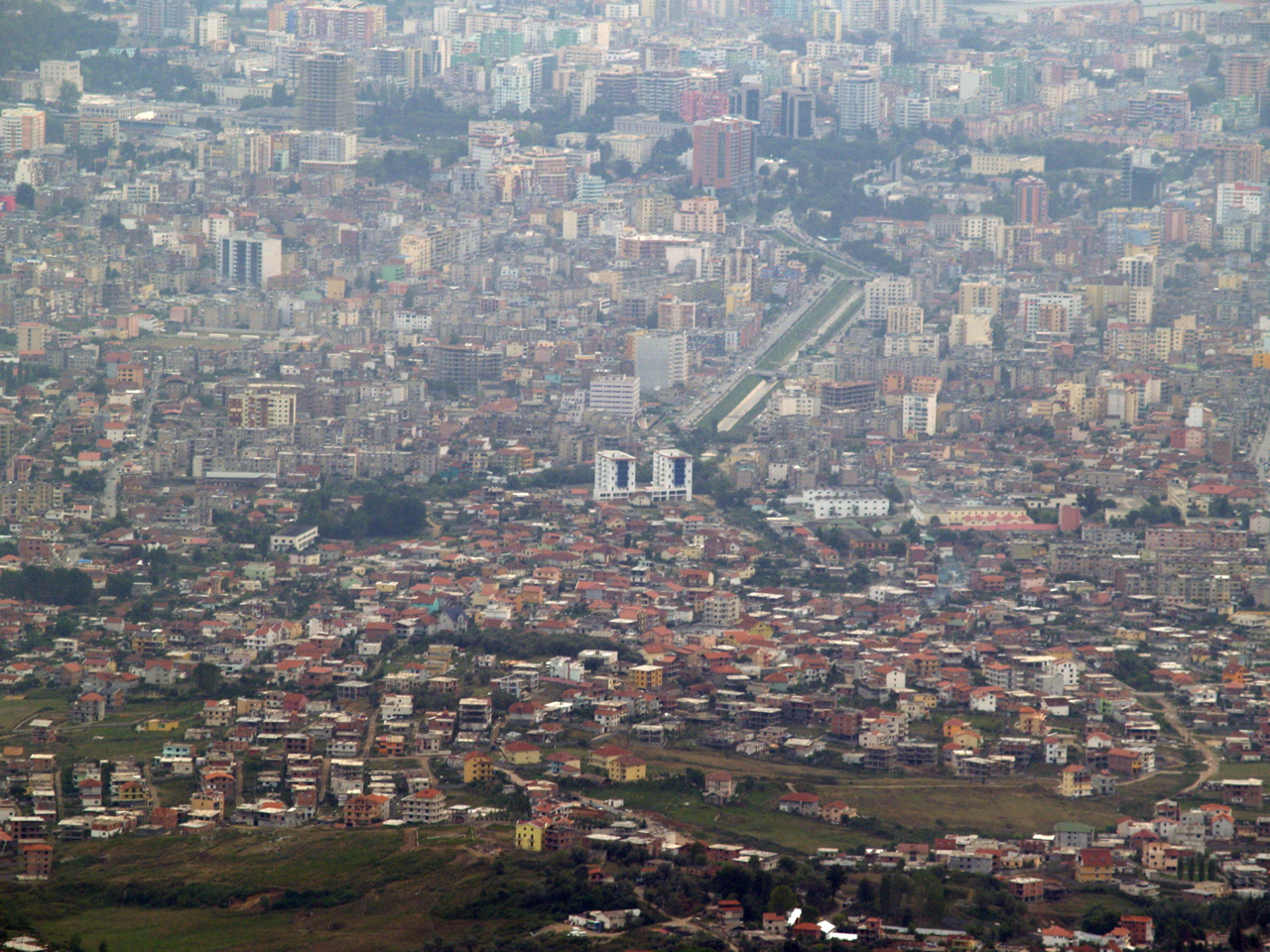
ティラナ市街と郊外部
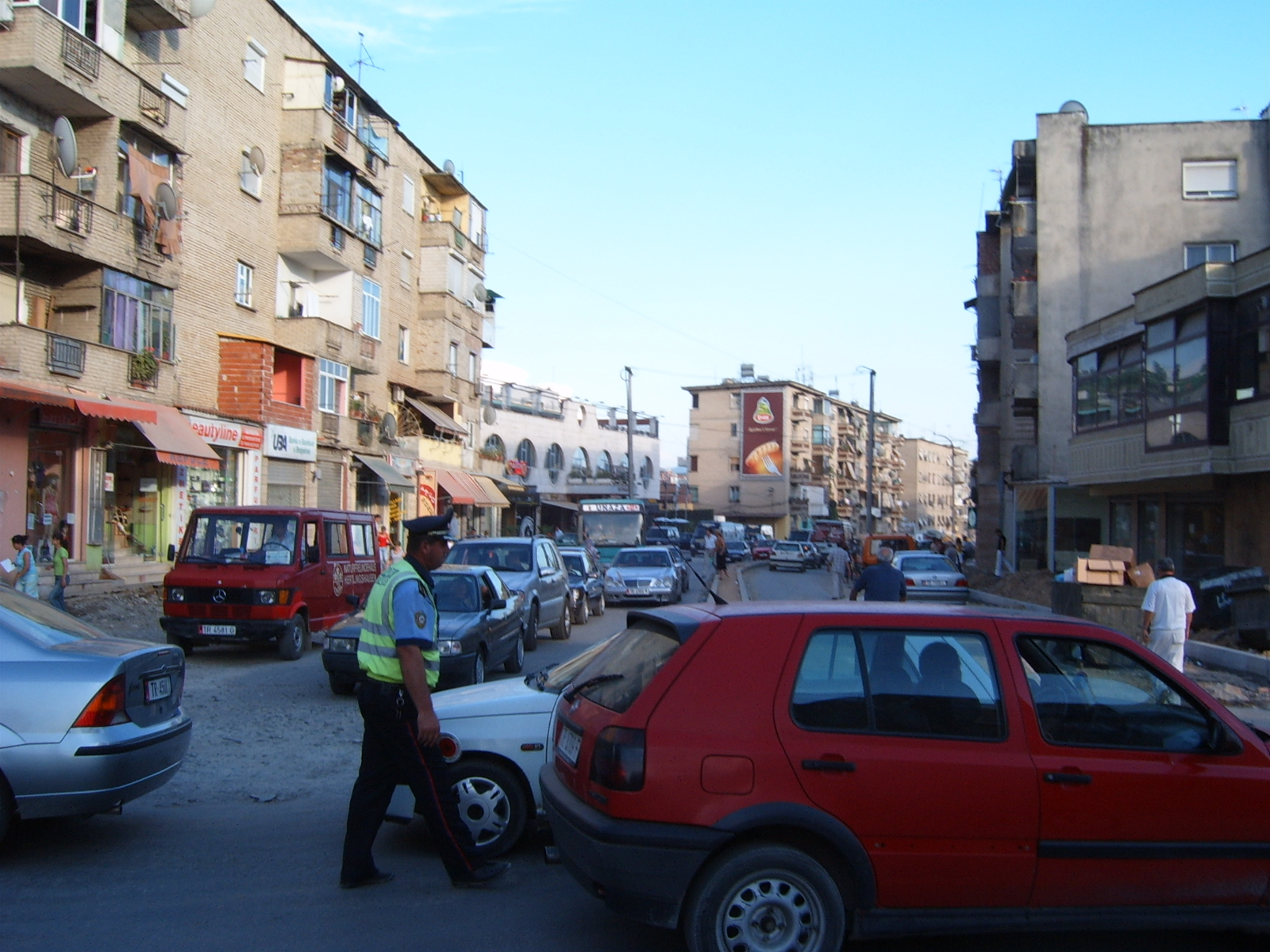
市内の道路

| 年   | 1703  | 1820   | 1923   | 1937   | 1955    | 1985    | 2001    | 2011    |
| ---- | ----- | ------ | ------ | ------ | ------- | ------- | ------- | ------- |
| 人口 | 4,000 | 12,000 | 10,845 | 35,000 | 108,200 | 200,000 | 597,899 | 763,634 |

## 政治
アルバニアの首都として政府庁舎・上下院議事堂のほか、各国の大使館が置かれている。
- 首相府
- 下院議事堂

## 行政区
| 行政区    | 住区                                     | 人口    |
| --------- | ---------------------------------------- | ------- |
| Tirana 1  | Ali Demi                                 | 51,007  |
| Tirana 2  | Qyteti Studenti, Sauku                   | 72,801  |
| Tirana 3  |                                          | 43,100  |
| Tirana 4  | Babrruja                                 | 66,795  |
| Tirana 5  | Blloku, Selita, Tirana e Re              | 74,936  |
| Tirana 6  | Kombinati, Yzberishti                    | 60,384  |
| Tirana 7  |                                          | 61,362  |
| Tirana 8  |                                          | 37,931  |
| Tirana 9  | Lagja e Trenit, Brraka, Don Bosko (一部) | 51,599  |
| Tirana 10 | Center                                   | 26,457  |
| Tirana 11 | Lapraka, Instituti, Don Bosko (一部)     | 61,095  |
| 合計      | 合計                                     | 607,467 |

ティラナの行政区画

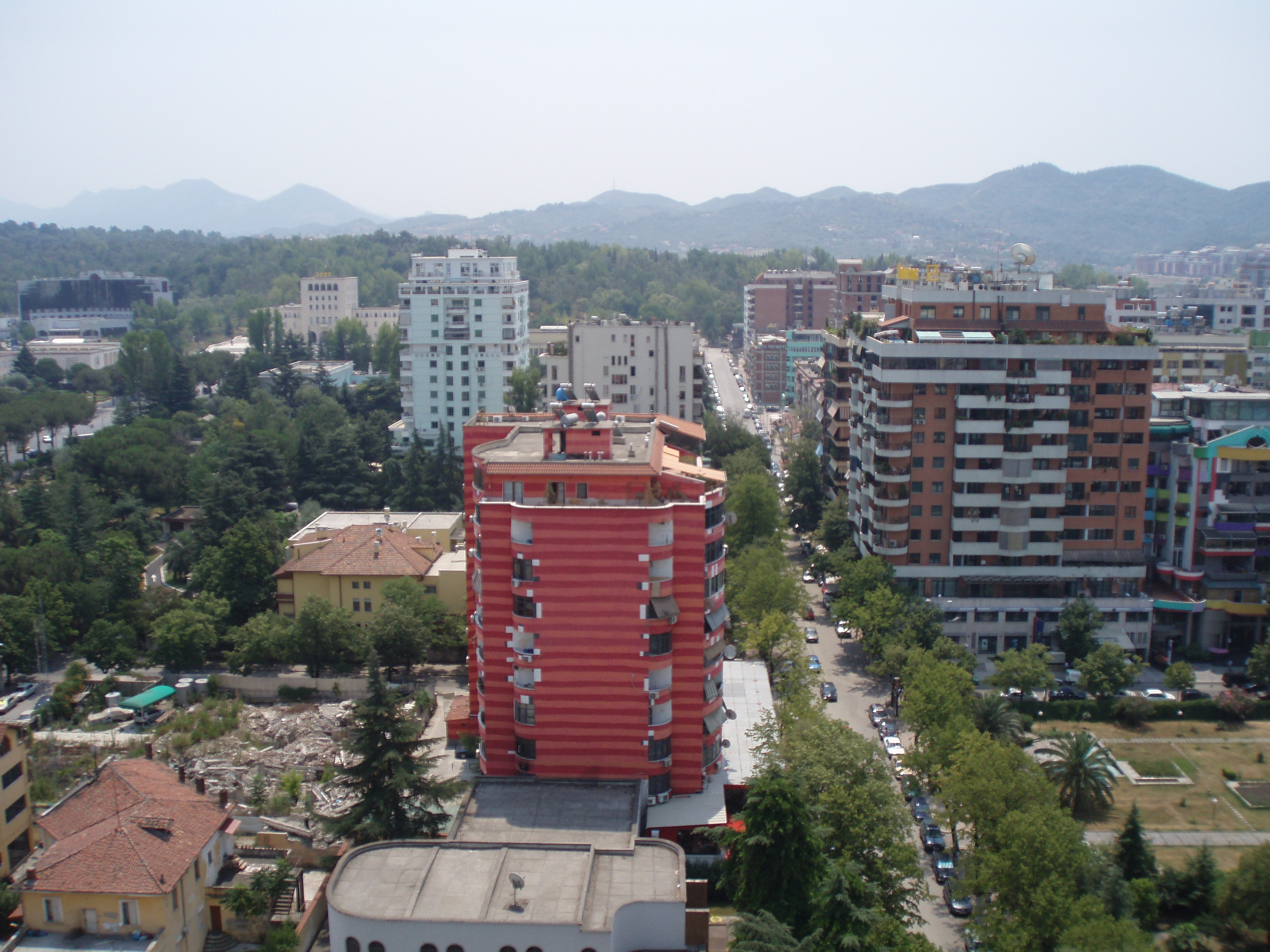
ティラナの歓楽街のブローク

ティラナ自治体は11の行政区域に分けられており、行政区画はニュシバシュキアケ'Njësi Bashkiakeと呼ばれている。これらの行政区は独自の区長や区議会を持っており、小自治体を意味するMini-Bashkiで知られている。 
2000年にティラナ中心部のティラナ大学からスカンデベルグ広場まで文化地区として宣言され政府による特別な保護が与えられた。ティラナの歴史的なものの中枢はムラト・トプタニ通り（Murat Toptani）の周辺に集まっており、ほとんどをブローク地区が占めている。
ティラナはもともと住居表示のシステムが欠けており、自治体では2010年に通りの名称の導入やアパートメントの入口ごとに地番表示の導入等を始めた。

### 都市計画

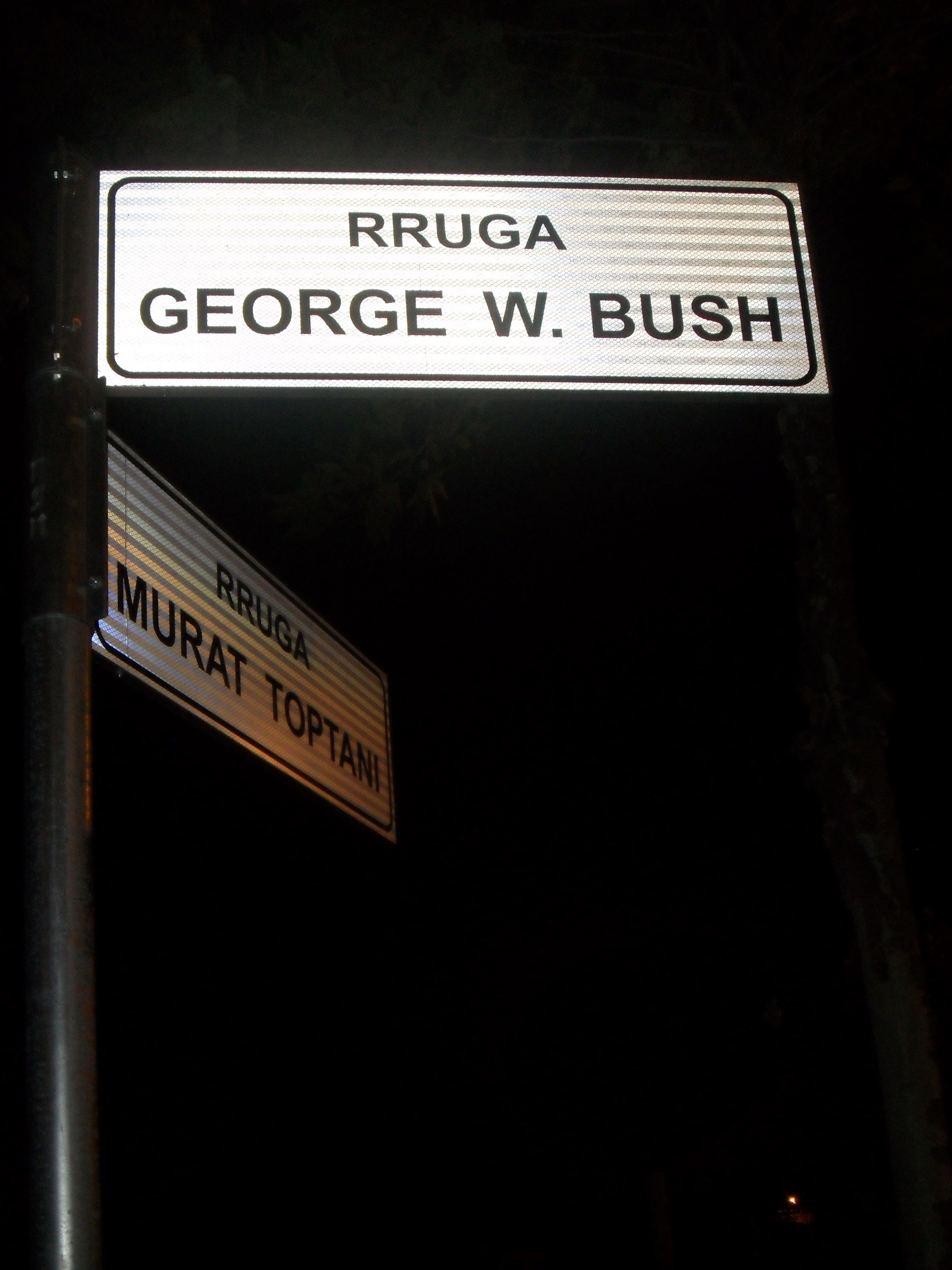
新しい通りの表示

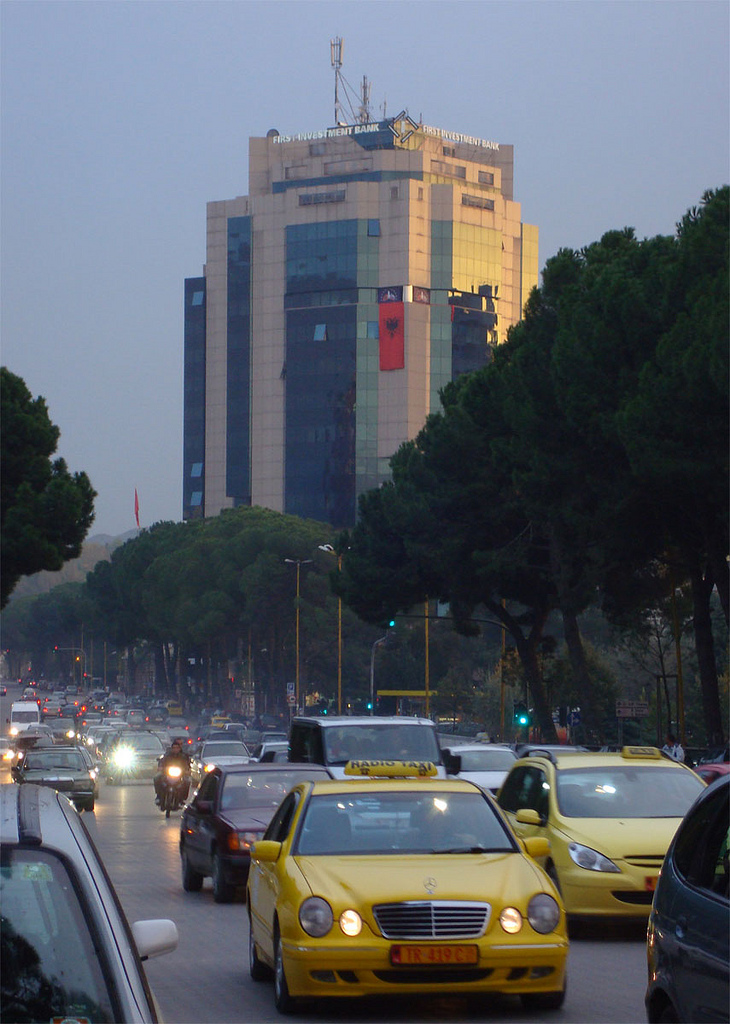
ティラナの道路

過去20年間、ティラナでは都市開発の準備が行われ様々なコンサルタントによる提案や手法が行われた。1995年にオーストリア政府が設立したウィーンを本拠としたコンサルタントによりティラナのマスタープランが用意された。アメリカを本拠とするPADCO、イギリスを本拠とするGHK、ハーバード大学設計大学院などの土地利用計画のタスクフォースはティラナ都市圏の建物配置の準備プランを用意した。この計画は2002年のPADCOのプランを改良し、ティラナ都市圏の計画に合わせたものである。ドイツのコンサルタントGTZとIOERはティラナ・ドゥラス地域の開発研究をまとめた。他に2003年と2010年にフランスの建築家がティラナ中心部の詳細な計画をまとめている。様々な計画は立案されるがいずれも実行されていない。

## 経済
第2次大戦後はソ連の援助で金属・繊維・食品加工・タバコなどの工業が発達。2000年に入ってからはオフィスや住宅が入るTIDタワー (en) の建設やショッピングセンターの建設が進められている。

## 交通

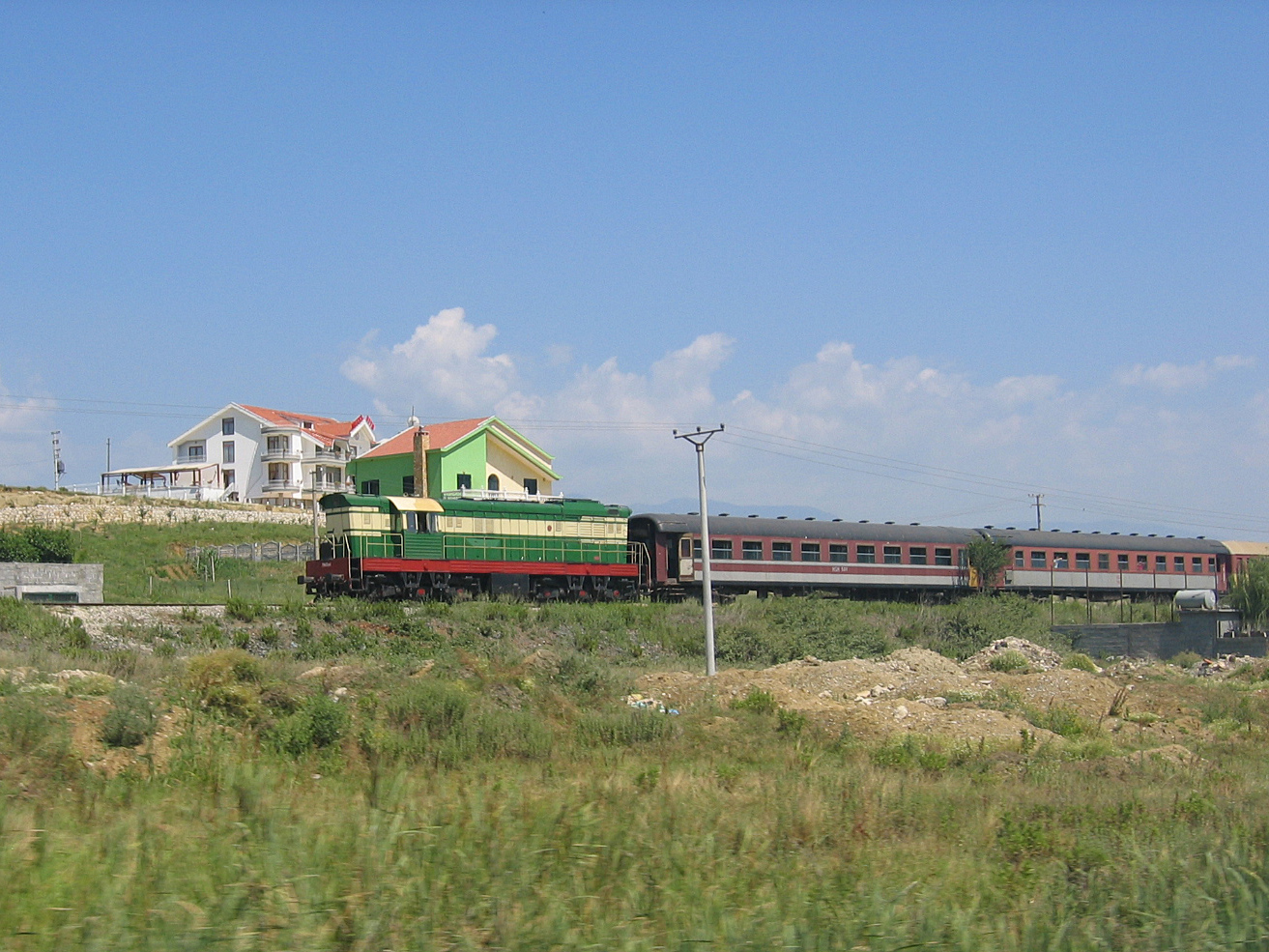
アルバニア鉄道
（ティラナ - ドゥラス間）

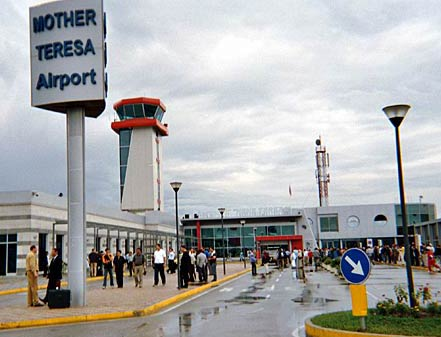
ティラナ国際空港

アルバニアの中心都市として鉄道や空港が整備されているが、鉄道の利用率は低く空港も国際線専用のため、国内移動はバスが多い。また、ギリシャやモンテネグロ方面などへの交通は依然として問題がある。

### 鉄道
国際列車の運行はない。
- アルバニア鉄道
  - ティラナ駅

### 空港
- ティラナ国際空港（マザー・テレサ空港）

### 長距離バス
いわゆる施設としての『長距離バスターミナル』というものはまだ存在しない。ここでは、方面別に一定の場所にバスや乗り合いタクシーが集まる場所を、便宜的に『バスターミナル』と表記することとする。なお、各都市からティラナに到着するバスや乗り合いタクシーは、バスターミナルに直接到着するのではなく市内各所で客を降ろすことが多い。
- ティラナ駅前 バスターミナル（北部の各都市、シュコドラ、クルヤ方面）
- ケマル・スタファ競技場横 バスターミナル（南東部の各都市、コルチャ、ポグラデツ、エルバサン方面）
- ティラナ市の西端にあるバスターミナル（南部の各都市、サランダ、コルチャ、ドゥラス方面）

### 航路
ティラナには港は無いが、30kmほど離れたドゥラスの港から国際航路がある。トリエステ、ドゥブロヴニク、コペルなど。

### 高速道路
- 欧州自動車道路
  - E852　ティラナ - オフリド（北マケドニア）

## 観光
市内中心部のスカンデルベク広場では、アルバニアの英雄であるスカンデルベクの銅像がある。また、国内最古の建築物の一つであるエザム・ベイ・モスクなど歴史的建造物が多い。
- スカンデルベク像
（スカンデルベク広場）
- マザー・アルバニア像
- エザム・ベイ・モスク
- 時計塔

## 教育
ティラナ大学のほか、各種専門学校がある。また、アルバニア国立図書館が設置されている。
- ティラナ・インターナショナルスクール

## スポーツ
- カテゴリア・スペリオレ（サッカー国内1部リーグ）
  - KFティラナ（ホームタウン：セルマン・ステルマシ・スタジアム）
  - KSディナモ・ティラナ（ホームタウン：チェマル・スタファ）
  - KFパルティザニ・ティラナ（ホームタウン：チェマル・スタファ）

## 友好都市
- – アンカラ, トルコ
- – アテネ, ギリシャ
- – バルセロナ, スペイン[28]
- – 北京 中国 (since 2005)[29]
- – ブリュッセル, ベルギー
- – ブカレスト, ルーマニア
- – ブルサ, トルコ
- – コーバーグ, カナダ
- – フィレンツェ, イタリア
- – ジェノヴァ, イタリア
- – グランドピッズ, アメリカ
- – キエフ, ウクライナ
- – マドリード, スペイン
- – マルセーユ, フランス
- – モスクワ, ロシア
- – パリ, フランス[30]
- – プラハ, チェコ
- – プリシュティナ, コソボ[a]
- – ポドゴリツァ, モンテネグロ
- – プリズレン, コソボ
- – ローマ, イタリア
- – ソウル, 韓国
- – ソフィア, ブルガリア
- – ストックホルム, スウェーデン
- – トリノ, イタリア
- – ウルツィニ, モンテネグロ
- – ヴィリニュス, リトアニア
- – ザグレブ, クロアチア
- – サラゴサ, スペイン
- – ドーハ, カタール[31]

## ゆかりの人物
- バミル・トピ - 政治家
- イグリ・ターレ - 元サッカー選手
- インヴァ・ムラ - オペラ歌手
- レカ・ゾグ - ゾグ1世の長男
- マシエラ・ルーシャ - 女優・作家
- ベレーネ・ベンソン - 女優